# 阿桑
阿桑（1975年2月28日—2009年4月6日），本名黃嬿璘，臺灣女歌手，生於臺灣雲林縣，2003年演唱偶像劇《薔薇之戀》片尾曲〈葉子〉，略帶滄桑的磁性嗓音吸引了觀眾的注目，於年底發行首張專輯〈受了點傷〉，並邀請《薔薇之戀》男主角鄭元暢和任家萱合拍〈葉子〉MV；她也因嗓音獨特，隔年入圍金曲獎最佳新人獎。2005年發行《寂寞在唱歌》專輯後，阿桑與華研約滿，沒有再續約，她就跟著經紀人汪一平往中國大陸發展，以接唱商演為主。2009年4月6日上午8時30分，阿桑因乳癌末期，病逝於臺北縣新店市（今新北市新店區）慈濟醫院，享年34歲。

## 生平

### 早年生活
阿桑本名黃嬿璘，年幼家貧，小學六年级时父母離異。讀國中时阿桑開始住在阿姨家。為減輕阿姨家的負擔，阿桑一直幫忙做家庭代工貼補家用，從折塑膠花、包巧克力包装裝纸，到電子工廠拼湊主機板零件等各種工作都做過。 阿桑后来说：“从我懂事开始，父母就不停地吵架。厌烦透了这种不快乐的生活，我特别想逃避。我找到的逃避方法就是唱歌，这让单亲家庭的我不那么压抑。”，“在我的人生中，对我最好的就是母亲，从很小的时候，我就想，我该如何回报我的母亲呢，后来我在酒吧中唱歌，我开口唱的那一刻，脑海中就会出现万人听我唱歌的场面，于是我知道我的梦想就是成为一个非常有名的歌手，让我的母亲明白，她有一个值得骄傲的女儿。” 她常在外賺錢貼補家計。

### 事業開始
天生愛表演的阿桑，高中選讀了南強工商影劇相關科系，畢業後考入藝工隊。在藝工隊待了五年和孫協志是同事，離開之後，和一些原本不認識的人組樂團，到酒吧去打拚。阿桑在酒吧認識了經理人的汪一平，她說：「我在酒吧唱歌的時候，認識了我現在經理人的助理，因為他的緣故，我簽了經理人合約。雖然我的經理人對我很好，但我們錄的Demo帶找不到唱片公司發行，拖了很久，當時很多人都對我講，『阿桑，你還是換個工作吧。』」 阿桑曾考慮轉行，後來被經理人勸阻作罷。 
2003年夏，她於華研唱片發行的「薔薇之戀」電視原聲帶中以片尾曲「葉子」一曲初試啼聲，略帶滄桑的磁性嗓音吸引了觀眾的注目。此時阿桑出道的年齡已經28歲。 藝名的由來是因為唱片公司為了要幫她取個比本名更好叫的小名，而唱片公司的人一開始聽到她的歌聲時，就覺得非常滄桑感人，從她的歌聲中想到了「桑」所以幫她取了這個藝名。 同時在台灣紅起來之後大多數人稱她為「療傷歌手」。同年底發行首張個人專輯《受了點傷》，獲得2004年第十五屆金曲獎「最佳新人」入圍。2005年初發行第二張專輯《寂寞在唱歌》，2006年底與華研唱片合約期滿。2006年11月赴往中國大陆發展演藝事業。

### 因病逝世
2008年10月發現罹患乳癌末期。2009年4月6日上午8時30分，阿桑因乳癌末期病逝於臺北縣新店慈濟醫院，享年34歲。阿桑逝世之時，美國台裔男友未能来得及見其最後一面，阿桑遺囑稱想要出書。 阿桑的告別式，S.H.E、师兄张智成、动力火车、华研唱片公司都送去花篮表示哀悼。阿桑遺體火化后长眠于新北市万里區的天祥宝塔禪寺。

## 音樂經歷

### 專輯
| 專輯名稱       | 發行日期   | 發行公司 | 曲目 |
| -------------- | ---------- | -------- | --- |
| 《受了點傷》   | 2003年11月 | 華研音樂 | 曲目 1. 葉子(秋天版) 2. 讓我愛 3. 受了點傷 4. 我不想 5. 如果愛你只有這一次 6. 你的世界 7. 溫柔的慈悲 8. 任憑擺佈 9. 如何讓你不離開 10. 看透 |
| 《寂寞在唱歌》 | 2005年2月  | 華研音樂 | 曲目 1. 寂寞在唱歌 2. 開車 3. 瘋了 4. 被動 5. 保管 6. 你要離開一些時候 7. 皮外傷 8. 一直很安靜 9. 開關 10. Angel                            |

### 曲風
因演唱電視劇《薔薇之戀》片尾曲「葉子」走紅的阿桑，憑藉著淒美的曲風、動人的旋律，加上本身獨具穿透力的樂聲，立刻唱紅樂壇。特別是正式發表專輯作品《受了點傷》時，再次將此曲重新編曲，並找來了《薔薇之戀》導演瞿友寧與劇中擔任主角角色之一的任家萱與鄭元暢演出近九分鐘長的音樂錄影帶。這首歌至今仍是樂壇傳唱度極高的一首阿桑代表作。
阿桑的《寂寞在唱歌》在中國销售不错，一上市就突破了15万的大关。阿桑说：“我第一张专辑的主打歌叫「受了点伤」，那其中蕴含的全部都是我的经历，我觉得在我发第一张专辑以前，真的是很不幸，我也不知道为什么自己的生活会那么不顺利！”  虽然父母离异很久了，母亲再嫁，但是母亲始终都关爱着阿桑，“我的每一首歌母亲都会认真地听，给我提意见，这一次我推出《寂寞在唱歌》，母亲也给了我很多的指导。我能有现在的成绩，都是母亲在背后支持我的缘故。”
阿桑去世前留下两首她生前创作的歌曲「爱情美的样子」和「双鱼女子」，两首遗作由阿桑生前的好友兼助手张湘怡演唱。。

### 其他
- 2003年6月20日《薔薇之戀電視原聲帶》

收錄「葉子」、「The Rose」、「野百合也有春天」
- 2005年1月21日《仙劍奇俠傳電視原聲帶》

收錄「一直很安靜」
- 2005年8月25日《人間音緣系列一 最美的世界》

收錄「三寶頌」
- 2005年9月1日《人間音緣系列二 讓我們開始幸福》

收錄「佛在汝心」、「殘缺也是美」、「心甘情願」
- 2006年8月25日《白色巨塔電視原聲帶》

收錄「跟我說愛我」、「開車」

## 亲友
- 师兄：张智成[13]

## 评价
阿桑自谓：“我很喜欢刘若英，但是我从来没有想过歌风会和她一样，因为我们的生活背景、成长经历是完全不同的，我只是唱出了我真实的情感历程而已。”， “人生是很难的，但不管怎样都还要走下去！我希望我的感受可以被人听到，也希望这种经历成为对同道中人的鼓励！”
阿桑弟弟(黃俊仁)：“她很坚强很勇敢。”
S.H.E：“她的声音很悲，但其实人很随和、很开朗。”
巫启贤：“阿桑是个调皮女孩，带着傻劲，希望她在天堂一切都好。”
叶蓓：“阿桑在北京居住房屋都是自己帮找的，因为她是一个善良的女孩，一位真正喜欢音乐的女孩，是一位知道感恩的女孩，所以大家都愿意帮助她。她笑的总是那么甜美。”
黑楠：“她很追求音乐。阿桑不是随随便便对待自己的人。”
袁惟仁：“阿桑的声音很有特点也很有辨识度，尤其是《叶子》那首歌更是华语乐坛中不可多得的经典之作，她的去世让華语乐坛失去了一个好声音。”
凡人二重唱之一的莫凡：“在我印象中阿桑一直都是一个对音乐很坚持的人，希望在天堂里面也有好的音乐陪伴她。”
杨乐乐：“她会很好地调整自己，做自己开心的事，很努力很上进，她说，凡事自己尽力就好，心态很平和。我们都很喜欢她的歌，她有自己的风格，不是大红大紫，但她活得非常快乐。”
汤灿：“阿桑是个特别开朗的女孩，唱功好，非常认真。我记得在《名声大震》里她是和黑楠一组，他们是很有实力的，被淘汰让我很意外。我记得那天阿桑唱《潇洒走一回》，穿短裙和网眼袜，跟我说自己从来没这么性感过。被淘汰以后，阿桑哭得很伤心，我过去安慰她，跟她说这就是个娱乐节目，大家开心地玩，开心地离开就好。之后我们就成为了好朋友。”

## 外部連結
- 華研國際音樂網 （页面存档备份，存于）
- 阿桑的部落格 （页面存档备份，存于）
- 阿桑 個人檔案與歷年專輯 - KKBOX （页面存档备份，存于）
- udn聯合追星網 - 阿桑專區 （页面存档备份，存于）
- 新浪网阿桑专题 （页面存档备份，存于）
- 腾讯网阿桑专题 （页面存档备份，存于）
- 搜狐网阿桑专题 （页面存档备份，存于）